# Jindřichovice (Vysočina)
Jindřichovice é uma comuna checa localizada na região de Vysočina, distrito de Jihlava.